# Бок, Иеронимус
Иеронимус Бок (нем. Hieronymus Bock), грецизированное имя — Трагус (др.-греч. τράγος, перевод с нем. Bock — «козёл») (1498, Хайдельшайм, Шпейерское княжество-епископство, Священная Римская империя — 21 февраля 1554, Хорнбах, Цвейбрюккен-Битш, Священная Римская империя) — немецкий ботаник, медик и лютеранский проповедник. Один из «отцов ботаники».

## Биография
Иеронимус Бок родился в 1498 году.
В 1522 году он получил должность преподавателя и ботаника в Цвайбрюккене, резиденции герцога Людвига II. Одним из его учеников был Якоб Дитрих Мюллер, позже известный как Якоб Теодор Табернемонтанус (ок. 1522—1590), автор известного травника.
В 1546 году Иеронимус Бок написал научную работу Kreuterbuch. В работе Иеронимуса Бока Kreuterbuch есть глава на 5 страницах, содержащая описания около 10 шляпочных грибов и трутовиков, описаны распространение, сезон, указывается съедобность или ядовитость и способы приготовления грибов. У Бока имеются сопоставления описаний с классическими античными трудами.
Его ботанические, медицинские и фармакологические исследования составляли основу его научной деятельности и главное дело в его жизни.
Иеронимус Бок умер в городе Хорнбах 21 февраля 1554 года.

## Научные работы
- New Kreuterbuch von Underscheidt, Würckung und Namen der Kreuter, so in teutschen Landen wachsen / von Hieronymus Bock. — Straßburg, 1546[5].

## Почести
Шарль Плюмье назвал в его честь род растений трагия (Tragia) семейства Молочайные. Позже это название было принято Карлом Линнеем. Также Линней назвал в его честь род трагус (Tragus) семейства Злаки.

Иллюстрации из работы Kräuterbuch
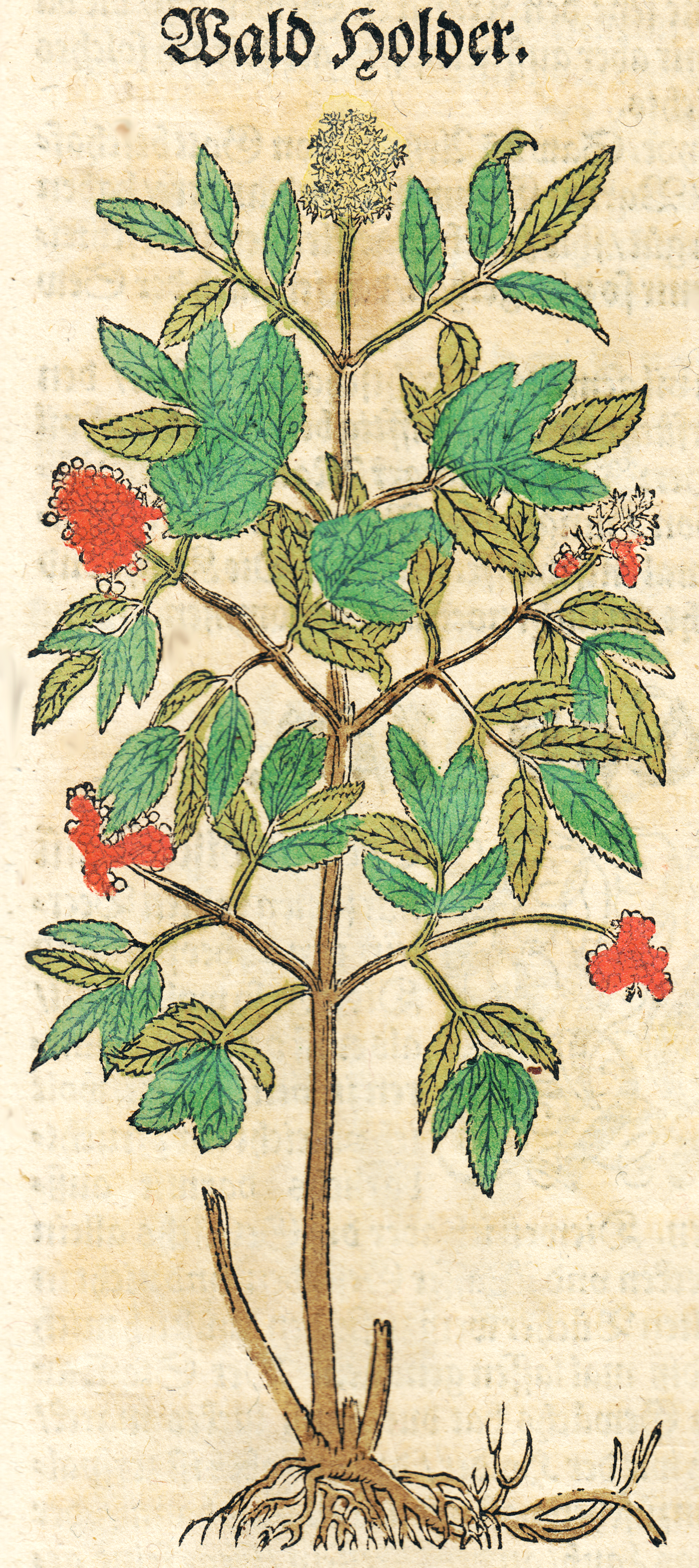
Бузина красная
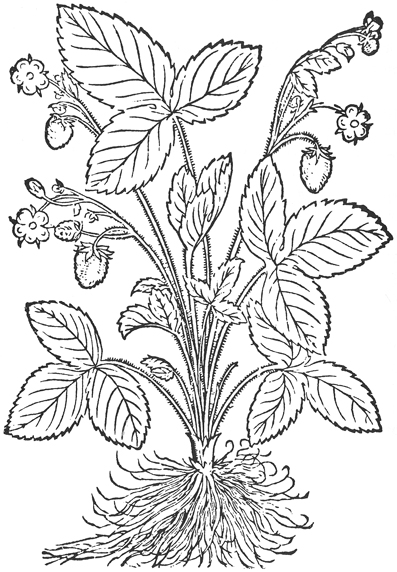
Земляника
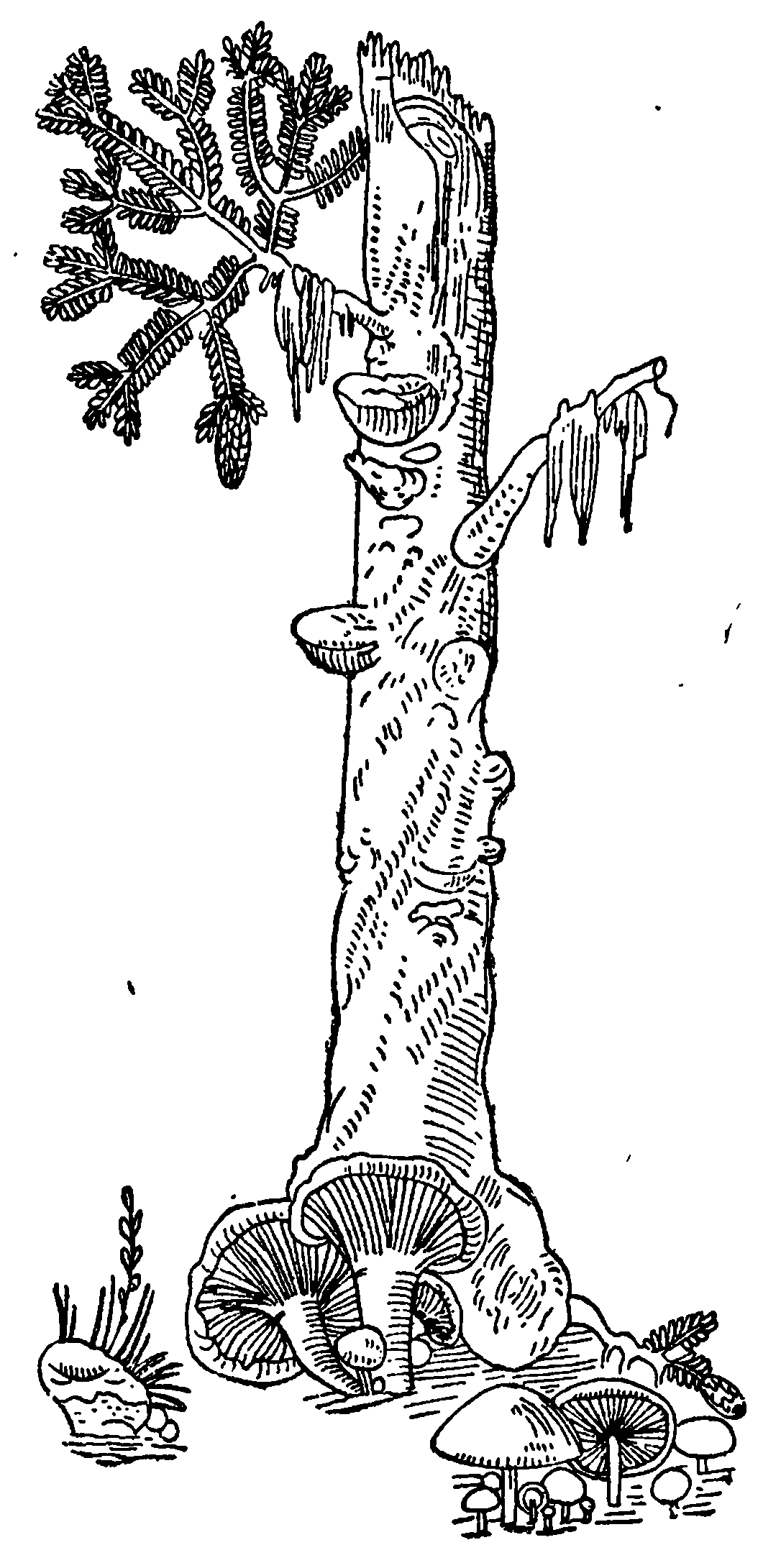
Шляпочные грибы и трутовики